# Nina Dobrev
Nina Dobrev, all'anagrafe Nikolina Kamenova Dobreva (in bulgaro Николина Каменова Добревa?; Sofia, 9 gennaio 1989), è un'attrice bulgara naturalizzata canadese, conosciuta per i suoi ruoli in The Vampire Diaries, Degrassi: The Next Generation e The American Mall.

## Biografia
Nata in Bulgaria, nella città di Sofia, figlia dell'artista Mihaela Leveski Dobreva e dell'informatico Kamen Dobrev. Ha un fratello maggiore, Aleksandăr. Due anni dopo la sua nascita, la famiglia si trasferì in Canada, nella città di Toronto, dove rimase fino all'inizio della propria carriera. Fin da giovane, mostrò grande entusiasmo per danza, teatro, musica, arti visive, e recitazione. Praticò ginnastica ritmica e artistica presso il Canadian Aesthetic Gymnastics team di Bayview (Toronto) dall'età di 9 anni, viaggiando per l'Europa per partecipare alle competizioni. Per la propria propensione artistica, frequentò la scuola di recitazione Dean Armstrong, dove venne notata da molte agenzie di talent scout di Toronto. Nina Dobrev frequentò la J. B. Tyrrell Sr. Public School e la Wexford Collegiate School for the Arts di Scarborough fino al suo diploma. Successivamente entrò alla Ryerson University di Toronto, per specializzarsi in sociologia, prima di abbandonarla nel 2008 per perseguire la sua carriera di attrice.

### Carriera
La carriera di modella la portò nel mondo della pubblicità e, successivamente, partecipò alle audizioni di film. Poco dopo ottenne ruoli in produzioni importanti, come Away from Her - Lontano da lei. Dal 2006 fino al 2009 ebbe il ruolo di Mia Jones, una ragazza madre, nella serie Degrassi: The Next Generation. Nel 2007, entrò nel cast di The Poet e interpretò Bella, la sorella del protagonista, nel film Fugitive Pieces, tratto dall'omonimo romanzo della poetessa canadese Anne Michaels. Seguirono i ruoli da protagonista in Too Young to Marry, My Daughter's Secret e L'ora del licantropo. In The American Mall (2008), Nina Dobrev si cimentò per la prima volta con il canto, eseguendo due canzoni per il film (Survivors, e Don't Hold Back con il resto del cast) e apparendo nel videoclip del singolo You Got That Light, dei compagni di set Wade Allain-Marcus e David Baum.
Dal 2009 ricopre i ruoli di Elena Gilbert e Katherine Pierce nella serie di genere horror The Vampire Diaries, tratta dalla serie di romanzi scritti da Lisa J. Smith. Nonostante la Dobrev non fosse bionda come la Elena letteraria, la scrittrice dichiarò che approvava la scelta fatta dai produttori e che Nina Dobrev era un'ottima attrice. Dobrev decise di fare l'audizione perché attirata dalla possibilità di interpretare due personaggi diametralmente diversi. La rivista Entertainment Weekly la indicò come una delle attrici-rivelazione del 2010 grazie alla sua capacità di rappresentare entrambi i ruoli. Dal 2013, sempre in The Vampire Diaries, interpreta anche un terzo personaggio, quello dell'antica Amara. Nell'aprile 2015 annuncia che non interpreterà più il ruolo di Elena lasciando lo show dopo sei stagioni.
Nel 2010 ottenne anche una parte minore nel thriller Chloe - Tra seduzione e inganno. L'anno successivo partecipò al film The Roommate - Il terrore ti dorme accanto con Leighton Meester e nel mese di aprile entrò a far parte del cast di Noi siamo infinito, nel ruolo di Candace, sorella maggiore del protagonista (Logan Lerman). Nel 2012, apparve nel video musicale di una canzone da lei scritta ed eseguita insieme a Nick Braun e prodotta da Funny or Die. Nel 2013 fu scelta come interprete nel film commedia Bastardi in divisa, diretto da Luke Greenfield e uscito nelle sale nel 2014.
Il 6 aprile 2015 la Dobrev annuncia che avrebbe lasciato The Vampire Diaries alla fine della sesta stagione, per poi ritornare negli episodi finali dell'ottava ed ultima stagione. Nello stesso anno ha poi ricoperto il ruolo di Vicki Summers nella commedia horror The Final Girls, ed è stata protagonista della commedia romantica Crash Pad, al fianco di Domhnall Gleeson e Christina Applegate. Nell'aprile 2016 entra nel cast del film d'azione xXx - Il ritorno di Xander Cage al fianco di Vin Diesel e Samuel L. Jackson. Nell'estate seguente inizia le riprese della pellicola Flatliners - Linea mortale, remake di Linea mortale (1990).
Nel 2019 partecipa alla serie televisiva commedia Fam, che però viene cancellata il seguente maggio, dopo solamente una stagione.

## Vita privata
Parla fluentemente inglese, francese e bulgaro.
La notte del 22 agosto 2009, Nina Dobrev, le colleghe Candice Accola, Kayla Ewell, Sara Canning, Krystal Vayda e il fotografo Tyler Shields furono arrestati su un ponte della Interstate 75, a Forsyth (Georgia), durante un servizio fotografico promozionale per The Vampire Diaries, dopo una segnalazione da parte degli automobilisti accecati dai flash, che lamentavano la presenza di alcune ragazze appese a cavallo del ponte. I sei furono portati all'ufficio dello sceriffo e accusati di condotta disordinata.
Iniziò a sostenere l'associazione Free The Children nel 2006, quando andò in Kenya con il cast di Degrassi: The Next Generation per partecipare alla costruzione di una scuola. A settembre 2011, presentò il We Day, organizzato da Free The Children, insieme a Joe Jonas. L'attrice disegnò anche una t-shirt con Me to We Style, che dona il 50% dei propri profitti a Free the Children.
Tra il 2010 e il 2013 è stata legata sentimentalmente al collega di The Vampire Diaries, Ian Somerhalder. Dal 2020 fa coppia con lo snowboarder Shaun White, tre volte campione olimpico.

## Filmografia

### Attrice

#### Cinema
- Away from Her - Lontano da lei (Away from Her), regia di Sarah Polley (2006)
- Al ritmo del ballo (How She Move), regia di Ian Iqbal Rashid (2007)
- The Poet, regia di Damian Lee (2007)
- Fugitive Pieces, regia di Jeremy Podeswa (2007)
- Chloe - Tra seduzione e inganno (Chloe), regia di Atom Egoyan (2009)
- The Roommate - Il terrore ti dorme accanto (The Roommate), regia di Christian E. Christiansen (2011)
- Death Games (Arena), regia di Jonah Loop (2011)
- Noi siamo infinito (The Perks of Being a Wallflower), regia di Stephen Chbosky (2012)
- Bastardi in divisa (Let's Be Cops), regia di Luke Greenfield (2014)
- The Final Girls, regia di Todd Strauss-Schulson (2015)
- xXx - Il ritorno di Xander Cage (xXx: Return of Xander Cage), regia di D. J. Caruso (2017)
- Flatliners - Linea mortale (Flatliners), regia di Niels Arden Oplev (2017)
- Dolce vendetta (Crash Pad), regia di Kevin Tent (2017)
- Dog Days, regia di Ken Marino (2018)
- Alla fine ci sei tu (Then Came You), regia di Peter Hutchings (2019)
- Lucky Day, regia di Roger Avary (2019)
- Run This Town, regia di Ricky Tollman (2019)
- Love Hard, regia di Hernán Jiménez García (2021)
- Redeeming Love, regia di D.J. Caruso (2022)
- The Out-Laws - Suoceri fuorilegge (The Out-Laws) , regia di Tyler Spindel (2023)

#### Televisione
- La vita che sognavo (Playing House), regia di Kelly Makin – film TV (2006)
- Too Young to Marry, regia di Michel Poulette – film TV (2007)
- My Daughter's Secret, regia di Douglas Jackson – film TV (2007)
- L'ora del licantropo (Never Cry Werewolf), regia di Brenton Spencer – film TV (2008)
- The American Mall, regia di Shawn Ku – film TV (2008)
- The Border – serie TV, episodi 1x13-2x07 (2008)
- Eleventh Hour – serie TV, episodio 1x12 (2009)
- Degrassi: The Next Generation – serie TV, 53 episodi (2006-2009)
- Degrassi Goes Hollywood, regia di Stefan Brogren – film TV (2009)
- The Vampire Diaries – serie TV, 136 episodi (2009-2017)
- The Originals – serie TV, episodio 2x05 (2014)
- Fam – serie TV, 13 episodi (2019)

#### Cortometraggi
- Repo! The Genetic Opera, regia di Darren Lynn Bousman (2006)
- Mookie's Law, regia di Al Mukadam (2008)

### Doppiatrice
- Buon Natale, Madagascar! (Merry Madagascar), regia di Tom McGrath – cortometraggio TV (2009)
- Super Hero Squad Show (The Super Hero Squad Show) – serie TV animata, episodio 2x17 (2011)
- I Griffin (Family Guy) – serie TV animata, episodio 9x13 (2011)

### Regista
- The One – cortometraggio (2022)

## Riconoscimenti
- People's Choice Awards
  - 2012 – Miglior attrice in una serie TV drammatica per The Vampire Diaries[30]
  - 2013 – Candidatura alla miglior attrice in una serie TV drammatica per The Vampire Diaries[31]
  - 2014 – Candidatura alla miglior attrice televisiva fantasy/sci-fy per The Vampire Diaries
  - 2014 – Miglior coppia sullo schermo (con Ian Somerhalder) per The Vampire Diaries
  - 2015 – Miglior coppia sullo schermo (con Ian Somerhalder) per The Vampire Diaries
  - 2015 – Candidatura alla miglior attrice televisiva fantasy/sci-fy per The Vampire Diaries
  - San Diego Film Critics Society
  - 2013 – Best Ensemble Performance (con tutto il cast) per Noi siamo infinito[32]

- Teen Choice Awards
  - 2010 – Miglior attrice televisiva debuttante' per The Vampire Diaries[33]
  - 2010 – Miglior attrice televisiva in una serie fantasy o di fantascienza per The Vampire Diaries[33]
  - 2011 – Miglior attrice televisiva in una serie fantasy o di fantascienza per The Vampire Diaries[34]
  - 2011 – Candidatura al Choice Female Hottie per The Vampire Diaries[35]
  - 2011 – Candidatura al Choice Vampire per The Vampire Diaries
  - 2012 – Miglior attrice televisiva in una serie fantasy o di fantascienza per The Vampire Diaries)[36]
  - 2013 – Miglior attrice televisiva in una serie fantasy o di fantascienza per The Vampire Diaries[37]
  - 2014 – Miglior attrice fantasy/sci-fy per The Vampire Diaries
  - 2015 – Miglior attrice fantasy/sci-fy per The Vampire Diaries
  - 2015 – Miglior bacio (con Ian Somerhalder) per The Vampire Diaries
  - 2017 – Candidatura alla miglior attrice in un film d'azione per xXx - Il ritorno di Xander Cage
  - 2019 – Miglior attrice in una serie TV commedia per Fam

- Young Hollywood Awards
  - 2010 – Making Their Mark[38]
  - 2010 – Cast to Watch (con Paul Wesley e Ian Somerhalder) per The Vampire Diaries[38]
  - 2014 – Miglior trio (con Paul Wesley e Ian Somerhalder) per The Vampire Diaries
  - 2014 – Candidatura all'attrice preferita

## Doppiatrici italiane
Nelle versioni in italiano delle opere in cui ha recitato, Nina Dobrev è stata doppiata da:
- Alessia Amendola in Away from Her - Lontano da lei, The Vampire Diaries, Noi siamo infinito, The Originals
- Gaia Bolognesi in Bastardi in divisa, The Final Girls, xXx - Il ritorno di Xander Cage
- Valentina Favazza in Chloe - Tra seduzione e inganno, Dog Days
- Francesca Rinaldi in Degrassi: The Next Generation
- Perla Liberatori ne L'ora del licantropo
- Domitilla D'Amico in Eleventh Hour
- Elena Liberati in The Roommate - Il terrore ti dorme accanto
- Erica Necci in Flatliners - Linea mortale
- Debora Magnaghi in Alla fine ci sei tu
- Joy Saltarelli in Fam
- Benedetta Ponticelli in Love Hard
- Margherita De Risi in The Out-Laws - Suoceri fuorilegge

Da doppiatrice è sostituita da:
- Emanuela Damasio ne I Griffin
- Ilaria Latini in Buon Natale, Madagascar!